# Ingermanlandsfinnar
Ingermanlandsfinnar (finska: inkerinsuomalaiset; ryska: Ингерманландцы) är en östersjöfinsk folkgrupp tillhörande den lutherska kyrkan som härstammar från den finska invandringen till Ingermanland under åren 1570–1675, då Sverige och Ryssland ömsevis kontrollerade Ingermanland. Invandringen var som livligast efter freden i Stolbova 1617 då Sverige fick kontrollen över Ingermanland för en längre period. Ingermanlandsfinnarna kom huvudsakligen från följande geografiska områden: Kymmenegårds län, Lappvesi, Viborgsområdet, Jääskis, Äyräpää, Kexholms län, Stor-Savolax, Östra-Savolax och Norra Savolax.  

## Historia
I Ingermanland kom de att leva sida vid sida med voter, ingrer och ryssar, men utan att någon större blandning av folken skedde. Anledningen till detta var främst religiösa, de nämnda folkslagen var ortodoxa till skillnad mot ingermanlandsfinnarna som var lutheraner. Som mest fanns drygt 130 000 ingermanlandsfinnar i Ingermanland, vid sekelskiftet 1900.
Ett otal ingermanländare (finska: inkeriläiset) varav ingermanlandsfinnarna var en av folkgrupperna deporterades till andra delar av Sovjetunionen såväl före som efter andra världskriget. Under fortsättningskrigets slutskede flyttade cirka 63 000 ingermanländare (andelen ingermanlandsfinnar är okänd) till Finland och i en del fall vidare till Sverige. Enligt fortsättningskrigets stilleståndsavtal blev Finland ålagt att återlämna bland annat alla ingermanländare till Sovjetunionen. Ingermanländarna tvingades dock inte ut ur Finland med våld, utan fick välja om de ville återvända eller inte. På grund av olika skäl valde i runda tal 55 000 ingermanländare att flytta tillbaka till Sovjetunionen. Återflyttarna deporterades omgående till avlägset belägna områden som Novgorod, Kalinin, Velikije Luki, Pskov och Jaroslavl. Av de cirka 8 000 ingermanländare som hade stannat kvar i Finland, valde omkring 4 500 att fly vidare till Sverige.
Ingermanlandsfinnarna utgör i dag den största finskspråkiga minoriteten i Ryssland. I början av 1990-talet fanns det cirka 25 000 ingermanländare (inklusive ingermanlandsfinnar) i trakten av S:t Petersburg, cirka 18 000 i ryska Karelen och cirka 12 000 i övriga Ryssland (f.d. Sovjetunionen). Vid samma tidpunkt fanns det cirka 16 700 ingermanländare i  Estland.

## Språk
Ingermanlandsfinnarnas språk kan betecknas som en finsk dialekt, nära besläktat med vissa östliga finska dialekter. Dialekten har en del ryska lånord.